# Artar
Das Artar ist ein Anfang des 20. Jahrhunderts von der Firma Goerz entwickeltes Objektiv, das wegen seines symmetrischen Baus als Repro- und Vergrößerungsobjektiv genutzt wird, aber auch in der allgemeinen Fotografie eingesetzt werden kann. Es kam Ende der 1910er Jahre auf den Markt und war Anfang des 20. Jahrhunderts für viele Jahre wegen seiner Vielseitigkeit und Qualität ein erfolgreiches Objektiv. Durch seinen einfachen Aufbau war es zudem preisgünstiger als andere vergleichbare Objektive.

## Aufbau
Das Artar ist ein symmetrisch aufgebautes vierlinsiges Objektiv. Es ist daher für den Nahbereich mit  einem Abbildungsmaßstab von 1 : 1 korrigiert (Makrophotographie, Reproduktion, Vergrößerungsobjektiv), kann aber auch für die übliche bildnerische Fotografie mit Abbildungsmaßstab 1 :{\displaystyle \infty } verwendet werden. Das Objektiv ist für Großformatkameras ausgelegt, wird mit unterschiedlichen Brennweiten angeboten und kann je nach Negativformat unterschiedlich verfahren werden.

## Anbieter
Vertrieben wird das Objektiv gegenwärtig (2022) von der Firma Schneider Kreuznach, die es in einer apochromatisch korrigierten Variante anbietet.
Das Artar sollte das Alethar ersetzen und trat schon bald seine sehr erfolgreiche Nachfolge an.